# 岡部長泰
岡部 長泰（おかべ ながやす）は、和泉国岸和田藩3代藩主。岸和田藩岡部家4代。

## 略歴
2代藩主・岡部行隆の長男として江戸にて生まれる。初名は宣就。貞享3年（1686年）8月25日、父の隠居により跡を継いだ。藩財政は豊かで、祖父岡部宣勝や父の藩政のもとで岸和田藩は全盛期を迎えていたが、長泰は奢侈を戒めて倹約を主とした法令を定めている。また文武を奨励し、特に儒学を好んで林鳳岡に儒学を学び、自らも講師として藩士などに儒学を講じている。和歌をたしなみ、武芸を好むという智勇に優れた人物でもあった。民政においても善政を布いたことから、「誉ある将」と賞賛されている。
元禄16年（1703年）、京都の伏見稲荷大社を岸和田城三の丸に勧請し、五穀豊穣を祈願する稲荷祭を行った。これが全国的に有名な「岸和田だんじり祭」の起源となった。
宝永元年（1704年）、姫路藩主本多忠国の死去に伴い、大和川付け替え工事の引継ぎを幕府より命ぜられ、完遂するなど、水利・治水に精通するなど民政に手腕を認められていた。
享保6年（1721年）9月22日、家督を次男の長敬に譲って隠居し、享保9年（1724年）7月18日に岸和田で死去した。享年75。墓所は大阪府岸和田市の泉光寺。

## 系譜
- 父：岡部行隆（1617-1688）
- 母：堀直寄の娘
- 正室：内藤頼長の娘
- 側室
  - 次男：岡部長敬（1680-1724）
- 生母不明の子女
  - 長男：龍千代
  - 三男：岡部長徳
  - 四男：亮賢
  - 五男：柳生宗盈（1692-?） - 柳生俊方の養子
  - 六男：岡部長紹

## 創作
- 映画『刃傷未遂』（1957年、大映） には岡部美濃守という勅使供応役の大名が登場し、赤穂事件のきっかけとなった江戸城・松の廊下での刃傷事件の約1年前を描いた作品。この作品で長泰は、高家筆頭の吉良上野介から無理難題を吹っかけられながらも、逆にこれをあしらい上野介に恥をかかせるという、ある意味「忠臣蔵」の異聞的な内容であった（演：長谷川一夫）。元々は講談だったもの[1]。
- 史実で長泰が担当したのは朝鮮通信使の供応である（吉良とは無関係）。また、元禄13年（1700年）には稲葉知通（豊後臼杵藩主5万石）が勅使供応役を務めている。